# Kim Jona
Kim Jona (hangul: 김연아, handzsa: 金姸兒, RR: Gim Yeon-a vagy Kim Yu-Na; Pucshon (Bucheon), 1990. szeptember 5. –) dél-koreai műkorcsolyázónő, 2006 junior világbajnoka, 2010 olimpiai bajnoka, 2009 és 2013 világbajnoka, kétszeres Grand Prix-döntő győztes.

## Magánélete
Kim 1990-ben született a Kjonggi (Gyeonggi) tartományban található Pucshon (Bucheon) városában. Hatéves korában költözött Kunphóba (Gunpóba); 2006-tól szülőföldje mellett Kanadában, Torontóban is edzett.
Nevének írásmódja az átdolgozott koreai írás alapján Kim Yeona lenne, azonban útlevél-igénylésekor egy elírás miatt Kim Yu-naként regisztrálták, ami koreaiul a 유나 (Juna) átírása, a valódi neve, a 연아 (Jona) helyett. ISU-profiljába Yuna Kimként van bejegyezve.
2022-ben házasságot kötött, férje a Forestella crossover énekegyüttes basszistája, Ko Urim.

## Pályája
Kim Jona (Yeon-a) hétévesen kezdett el korcsolyázni édesanyja buzdítására. Hamar nyilvánvalóvá vált a tehetsége. 2003-ban, 12 évesen ő volt a legfiatalabb műkorcsolyázónő, aki megnyerte a felnőtt bajnokságot Koreában.
A 2004–2005-ös szezonban kezdte meg a nemzetközi szereplését, amikor is a Junior Grand Prix Döntőn és a Junior Világbajnokságon is második helyen végzett. A 2005–2006-os szezonban az összes junior versenyt megnyerte. Felnőtt versenyzőként 2006-ban debütált a Scate Canada versenyén, ahol bronzérmet nyert, majd a Trophée Eric Bompard versenyen pedig aranyérmes lett. Ő volt az első koreai műkorcsolyázó, aki valaha felnőtt versenyen nyerni tudott.
2007 márciusában részt vett a tokiói világbajnokságon, ahol a rövid program után vezetett, és összességében a harmadik helyen végzett. A 2007–2008-as szezonban megnyerte mind a Cup of China, mind a Cup of Russia versenyét. Nem vett részt a 2007–2008-as koreai bajnokságon, és visszalépett a 2008-as Négy Kontinens Bajnokságtól is, csípő sérülés miatt. A 2008–2009-es szezonban a Cup of China és a Skate America Grand Prix versenyeken ő állhatott a dobogó legfelső fokára. A Grand Prix döntőben azonban kikapott riválisától, a japán Aszada Maótól. Az elvesztett Grand Prix döntő után megnyerte mind a Négy Kontinens Versenyt, mind a világbajnokságot. Pályafutása legnagyobb sikereként 2010-ben aranyérmet nyert a vancouveri téli olimpián.
2012. július 2-án bejelentette, hogy a 2012-13-as szezonban ismét versenyezni fog, és legfőbb célja a 2014-es téli olimpia. A Grand Prix sorozat egyik állomására sem hívták meg, ezért kisebb versenyeken vett részt, hogy kvalifikálja magát a 2013-as világbajnokságra. Otthagyta Peter Oppegardot és visszatért gyerekkori edzőihez. Mivel az előző szezonban nem voltak eredményei, részt kellett vennie a hazai bajnokságon, melyet meg is nyert. A 2013-as világbajnokságon már a rövid program után az első helyen állt, melyet szabad programjával meg is erősített, így megszerezte második világbajnoki címét.

## Programjai
| Szezon    | Rövid program                                                     | Szabad program                                       | Gála                                                                          |
| --------- | ----------------------------------------------------------------- | ---------------------------------------------------- | ----------------------------------------------------------------------------- |

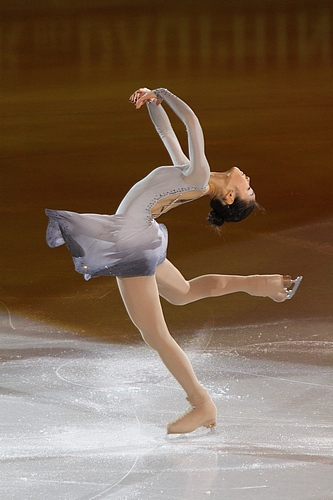

| 2012–2013 | - The Kiss of the Vampire James Bernard                           | - A nyomorultak Claude-Michel Schönberg              |                                                                               |
| 2010–2011 | - Giselle Adolphe Adam                                            | - Homage to Korea                                    | - Bulletproof La Roux                                                         |
| 2009–2010 | - James Bond Monty Norman, John Barry, David Arnold               | - Concerto in F George Gershwin                      | - Méditation Jules Massenet - Don't Stop the Music Rihanna                    |
| 2008–2009 | - Danse Macabre Camille Saint-Saëns                               | - Seherezáde Nyikolaj Andrejevics Rimszkij-Korszakov | - Gold Linda Eder - Only Hope Mandy Moore                                     |
| 2007–2008 | - A denevér Johann Strauss II                                     | - Miss Saigon Claude-Michel Schönberg                | - Only Hope Mandy Moore - Once Upon a Dream Linda Eder - Just a Girl No Doubt |
| 2006–2007 | - El Tango de Roxanne Craig Armstrong - Despertar Astor Piazzolla | - The Lark Ascending Ralph Vaughan Williams          | - Reflection Christina Aguilera                                               |

## Eredményei

### Felnőtt versenyek

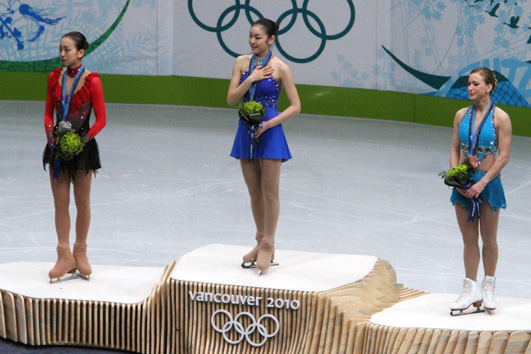
2010 - Vancouver

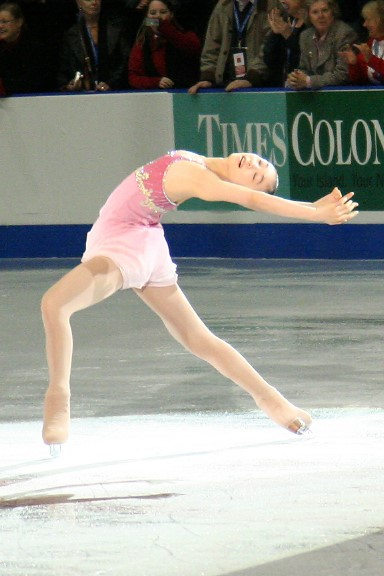

| Esemény                | 2006–07 | 2007–08 | 2008–09 | 2009–10 | 2010–11 | 2012–13 | 2013–14 |
| ---------------------- | ------- | ------- | ------- | ------- | ------- | ------- | ------- |
| Téli Olimpiai Játékok  |         |         |         | 1.      |         |         | 2.      |
| Világbajnokság         | 3.      | 3.      | 1.      | 2.      | 2.      | 1.      |         |
| Négy Kontinens Verseny |         |         | 1.      |         |         |         |         |
| Dél-koreai Bajnokság   |         |         |         |         |         | 1.      | 1.      |
| Grand Prix Döntő       | 1.      | 1.      | 2.      | 1.      |         |         |         |
| Skate America          |         |         | 1.      | 1.      |         |         |         |
| Trophée Eric Bompard   | 1.      |         |         | 1.      |         |         |         |
| Cup of China           |         | 1.      | 1.      |         |         |         |         |
| Cup of Russia          |         | 1.      |         |         |         |         |         |
| Skate Canada           | 3.      |         |         |         |         |         |         |
| Golden Spin Zágráb     |         |         |         |         |         |         | 1.      |
| NRW Trophy             |         |         |         |         |         | 1.      |         |

### Junior évei
| Esemény                        | 2001–02 | 2002–03 | 2003–04 | 2004–05 | 2005–06 |
| ------------------------------ | ------- | ------- | ------- | ------- | ------- |
| Junior Világbajnokság          |         |         |         | 2.      | 1.      |
| Dél-koreai Bajnokság           |         | 1.      | 1.      | 1.      | 1.      |
| Junior Grand Prix Döntő        |         |         |         | 2.      | 1.      |
| Junior Grand Prix Bulgária     |         |         |         |         | 1.      |
| Junior Grand Prix Szlovákia    |         |         |         |         | 1.      |
| Junior Grand Prix Magyarország |         |         |         | 1.      |         |
| Junior Grand Prix Kína         |         |         |         | 2.      |         |
| Golden Bear Zágráb             |         |         | 1.      |         |         |
| Triglav Trophy                 | 1.      |         |         |         |         |